# Clifford P. Case

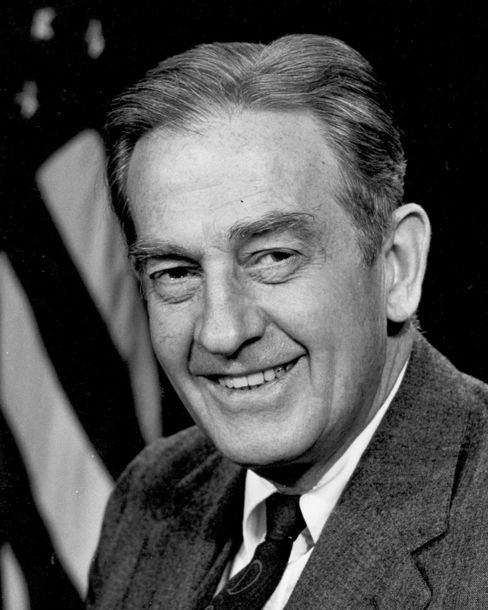
Clifford P. Case

Clifford Philip Case, född 16 april 1904 i Somerset County, New Jersey, död 5 mars 1982 i Washington, D.C., var en amerikansk republikansk politiker. Han representerade delstaten New Jersey i båda kamrarna av USA:s kongress, först i representanthuset 1945-1953 och sedan i senaten 1955-1979.
Case gick i skola i Poughkeepsie. Han utexaminerades 1925 från Rutgers University och avlade 1928 juristexamen vid Columbia University.
Kongressledamoten Donald H. McLean kandiderade inte till omval i kongressvalet 1944. Case vann valet och efterträdde McLean i representanthuset i januari 1945. Han omvaldes 1946, 1948, 1950 och 1952. Han avgick som kongressledamot 16 augusti 1953 och efterträddes av demokraten Harrison A. Williams.
Senator Robert C. Hendrickson kandiderade inte till omval i senatsvalet 1954. Case besegrade kongressledamoten Charles R. Howell i senatsvalet. Han omvaldes 1960, 1966 och 1972. Case fick 22 röster på republikanernas partikonvent inför presidentvalet i USA 1968. Partiet nominerade Richard Nixon som sedan besegrade demokraten Hubert Humphrey i presidentvalet.
Case profilerade sig som en liberal republikan. Som motståndare till Joseph McCarthy hade han redan tidigt varit kritiserad av de mera konservativa republikanerna. I primärvalet inför senatsvalet 1978 utmanades han av Jeffrey Bell, en konservativ republikan speciellt kritisk mot höjda skatter. Bell besegrade Case i primärvalet men förlorade själva senatsvalet mot demokraten Bill Bradley.
Case var presbyterian. Hans grav finns på New Cemetery i Somerville, New Jersey.